# الكسندر هاميلتون ساندز
الكسندر هاميلتون ساندز (بالإنجليزية: Alexander Hamilton Sands)‏ هو محامي أمريكي، ولد في 1828، وتوفي في 1887.